# Ryszard Rakowski
Ryszard Rakowski (ur. 14 września 1944) – pierwszy dyrektor Biura i sekretarz Krajowego Funduszu na rzecz Dzieci w latach 1981–2009.

## Życiorys
Absolwent Szkoły Głównej Planowania i Statystyki. Porzucił pracę naukową, by pracować jako nauczyciel na prowincji. 30 maja 1981 wraz z Janem Szczepańskim założył Krajowy Fundusz na rzecz Dzieci. Przez prawie 30 lat pracy w stowarzyszeniu działał w sprawie poprawy opieki zdrowotnej nad dziećmi w Polsce. Stworzył od podstaw unikalny w skali europejskiej program pomocy wybitnie zdolnym. Fundusz jest znany z nowatorskiego podejścia do pomocy uzdolnionym dzieciom (Program Pomocy Wybitnie Zdolnym), poprzez organizację ogólnopolskich warsztatów w instytutach naukowych i szkołach wyższych oraz specjalnych obozów naukowych. W 2009 przeszedł na emeryturę.

## Odznaczenia i nagrody
- 6 czerwca 2009, podczas uroczystego koncertu z okazji 25-lecia Programu Pomocy Wybitnie Zdolnym, Ryszard Rakowski został odznaczony przez Prezydenta RP Krzyżem Oficerskim Orderu Odrodzenia Polski
- Krzyżem Kawalerski Orderu Odrodzenia Polski (2001)[3]
- laureat Nagrody im. Stefanii Światłowskiej[4]
- Nagroda im. Krystyny i Bolesława Singlerów „za pracę w Krajowym Funduszu na rzecz Dzieci”[5]
- Wyróżnienie im. Prof. Macieja W. Grabskiego przyznawana przez Zarząd FNP za działania na rzecz rozumienia nauki w społeczeństwie[6]
- Nagroda im. Profesora Hugona Steinhausa (1995)[7]
- Nagroda imienia Stefanii Światłowskiej od VI Liceum Ogólnokształcącego im. Tadeusza Reytana w Warszawie[8].